# Largo do Carmo

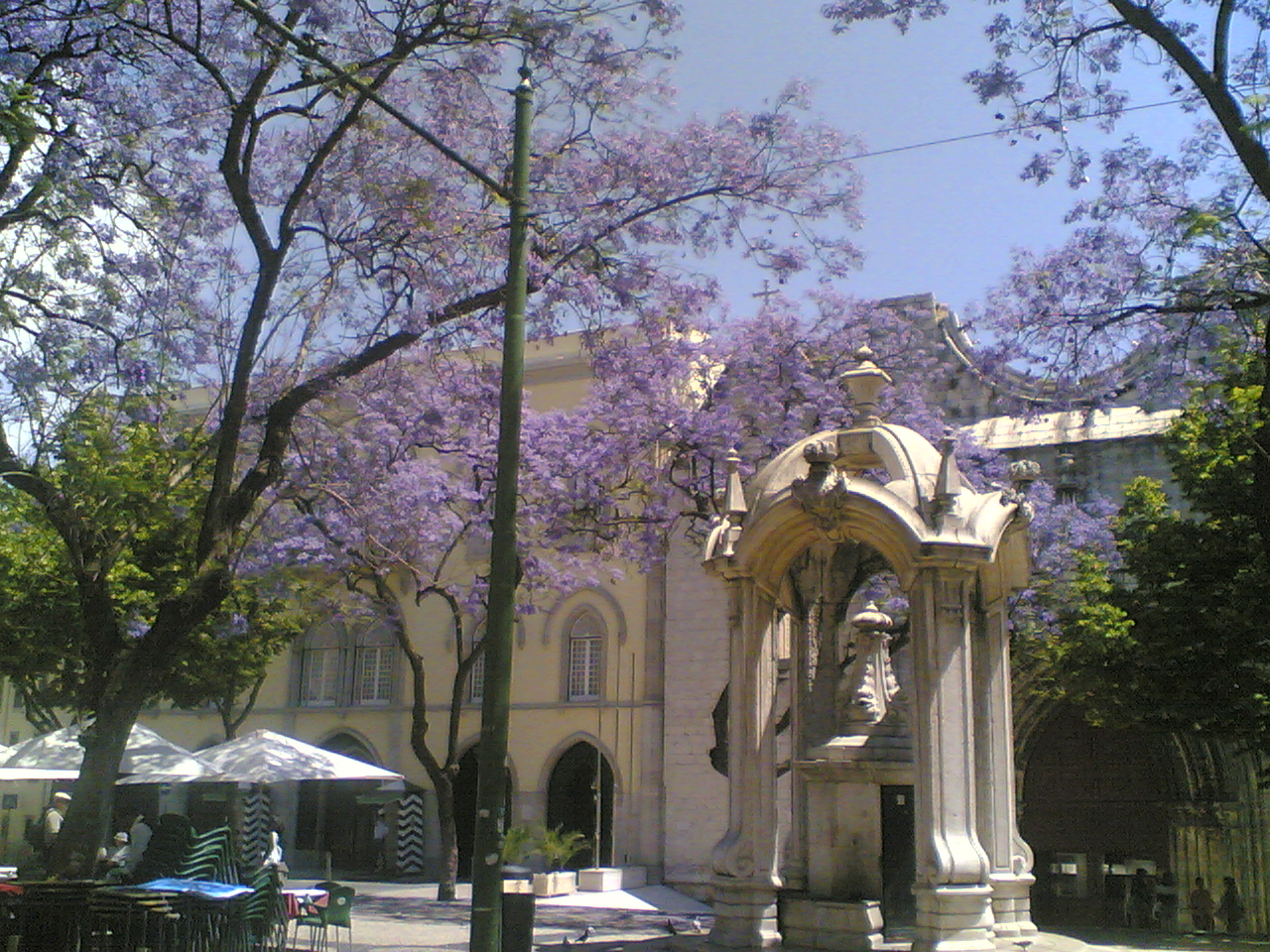
Vue générale avec la fontaine do Carmo au centre avec le Quartel do Carmo (à gauche) et le Convento do Carmo (à gauche) en arrière-plan, avec des jacarandas en fleurs

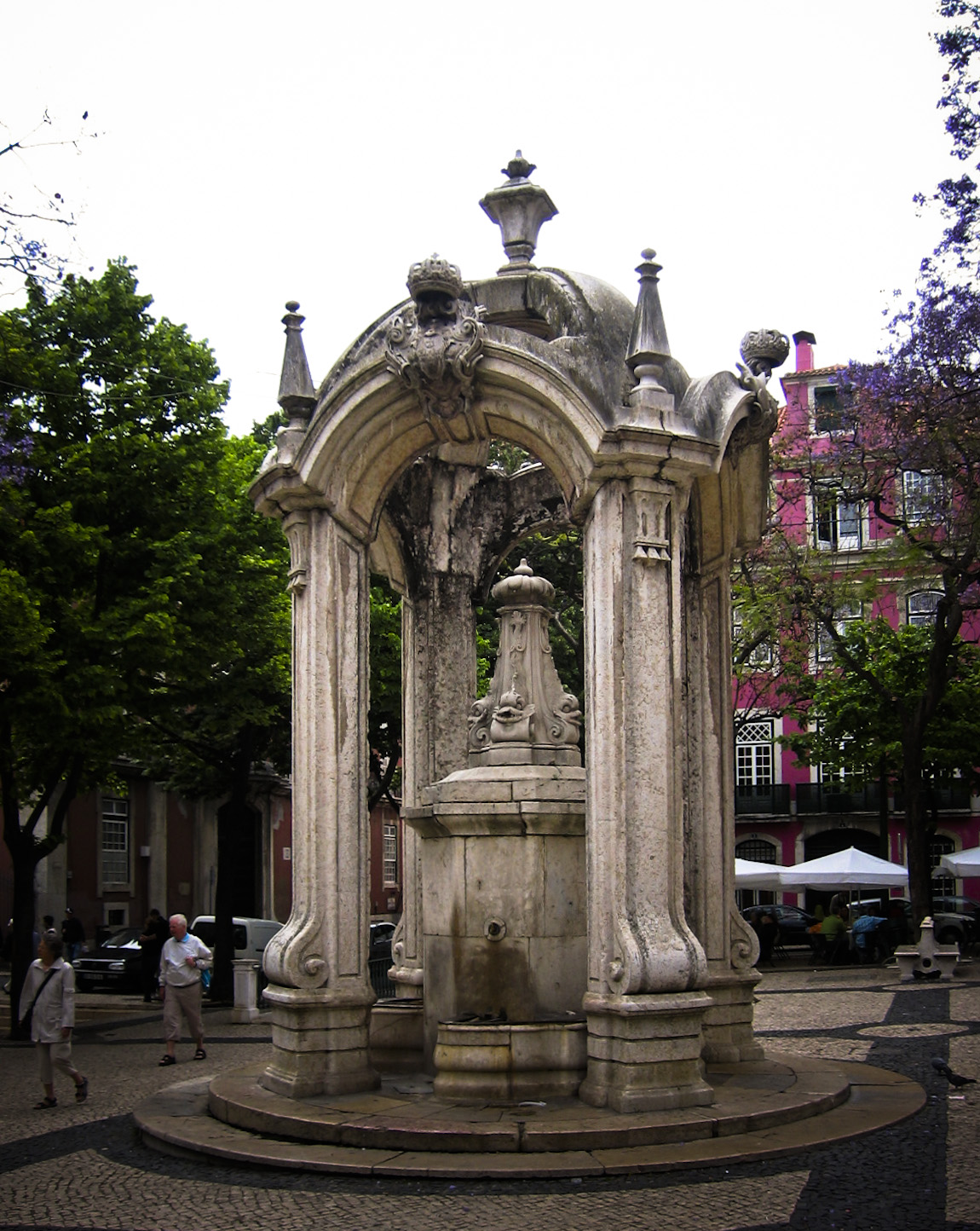
Fontaine du Carmo

Le Largo do Carmo est une petite place typique située dans le quartier historique du Chiado à Lisbonne, dans la freguesia de Santa Maria Maior.

## Description
On trouve sur la place les ruines du couvent des Carmes de Lisbonne, construit au XIVe siècle, qui abrite actuellement le musée archéologique des Carmes.
Devant le couvent se trouve la fontaine des Carmes (1771), alimentée par l'aqueduc des Eaux Libres. Sur la place sont plantés plusieurs jacarandas qui ombragent l'endroit.  
A côté du couvent se trouve la Caserne des Carmes, appartenant à la Garde Nationale Républicaine, qui a joué un rôle très important pendant la Révolution des Œillets, où le Premier Ministre portugais Marcelo Caetano se réfugia pour échapper à la révolution. Avec l’annonce de l’abandon du pouvoir depuis le balcon du bâtiment, la fin de la dictature de l’Estado Novo a été proclamée. Pour perpétuer ce moment, une inscription est dédiée à Salgueiro Maia sur le sol de la place. Chaque année, le 25 avril, des milliers de personnes se rassemblent devant le bâtiment de la Garde nationale pour commémorer la révolution des œillets, qui s'est déroulée presque sans effusion de sang.
De l'autre côté du couvent se trouve l'ancien palais Valadares, un bâtiment qui a eu plusieurs fonctions. Ce palais se dresse sur le site où fut fondée la première université portugaise, à l'époque de Denis Ier, avant d'être transféré à Coimbra.
Entre le couvent des Carmes et le palais Valadares, se trouve la porte d'accès à l'ascenseur de Santa Justa, qui relie le Largo do Carmo à la Baixa pombalina.
L'église du Tiers-Ordre de Notre-Dame du Mont Carmel passe généralement inaperçue en tant qu'édifice résidentiel typique. 

## Fréquentation
La place est un lieu de rencontre populaire pour les habitants, les touristes et les musiciens de rue qui apprécient l’atmosphère tranquille avec des bancs en plein air. 
Cette place est également connue pour ses terrasses, mais aussi pour avoir été le lieu de nombreux tournages, tant de fiction que de documentaires, ainsi que de films publicitaires. 

## Résidents
- Fernando Pessoa - Au numéro 18 Fernando Pessoa a vécu, dans une chambre louée, entre l'hiver 1908 et l'hiver 1912. C'était un espace volontairement choisi par le poète pour une expérience indépendante de sa famille[3].

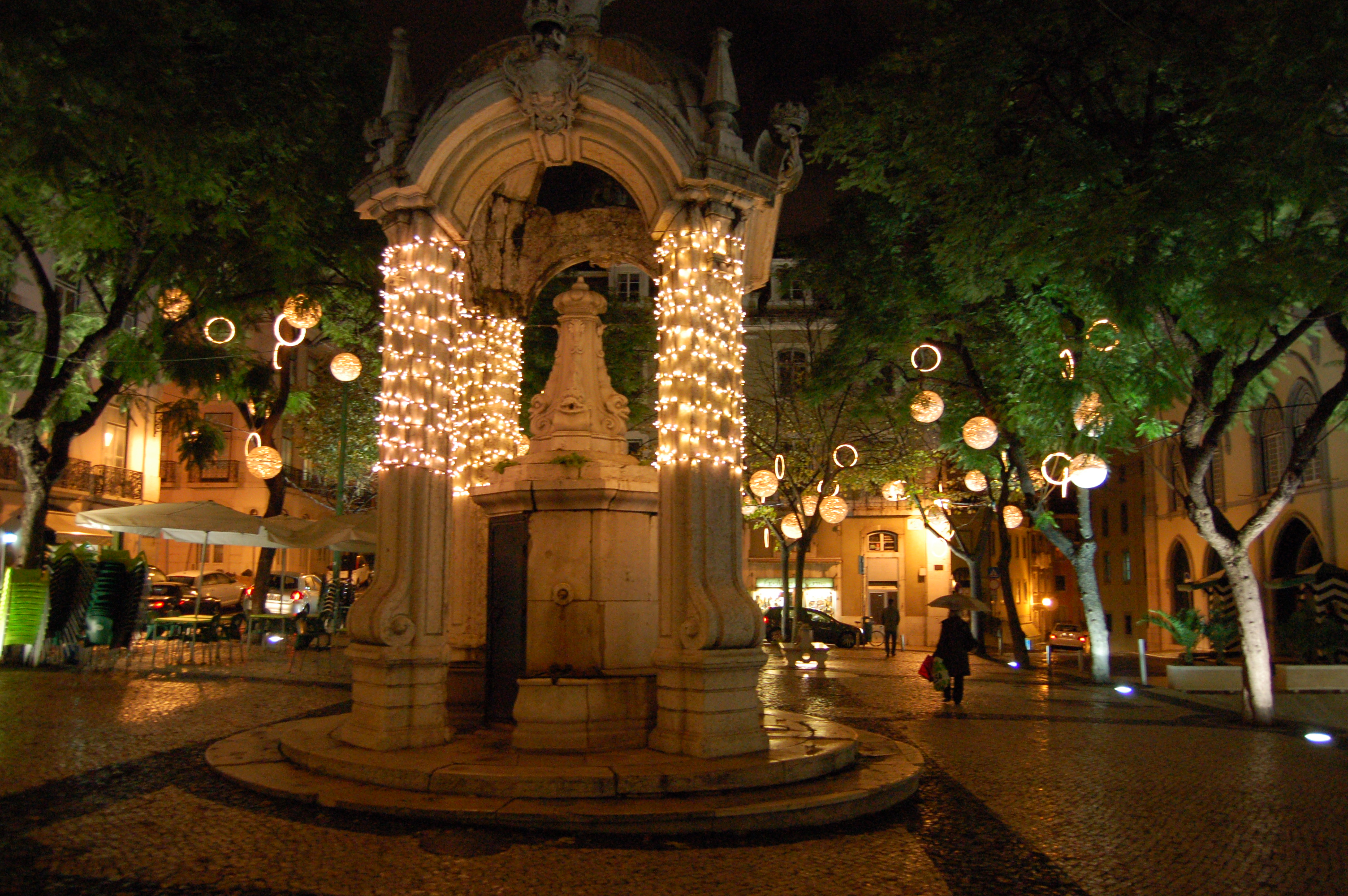
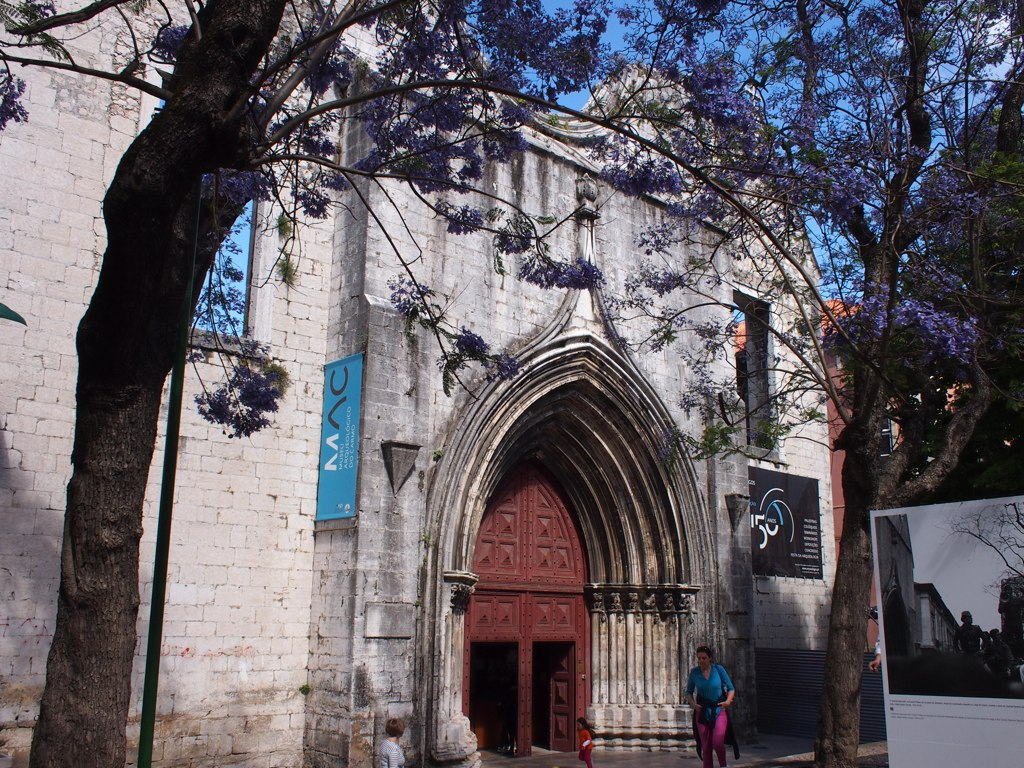
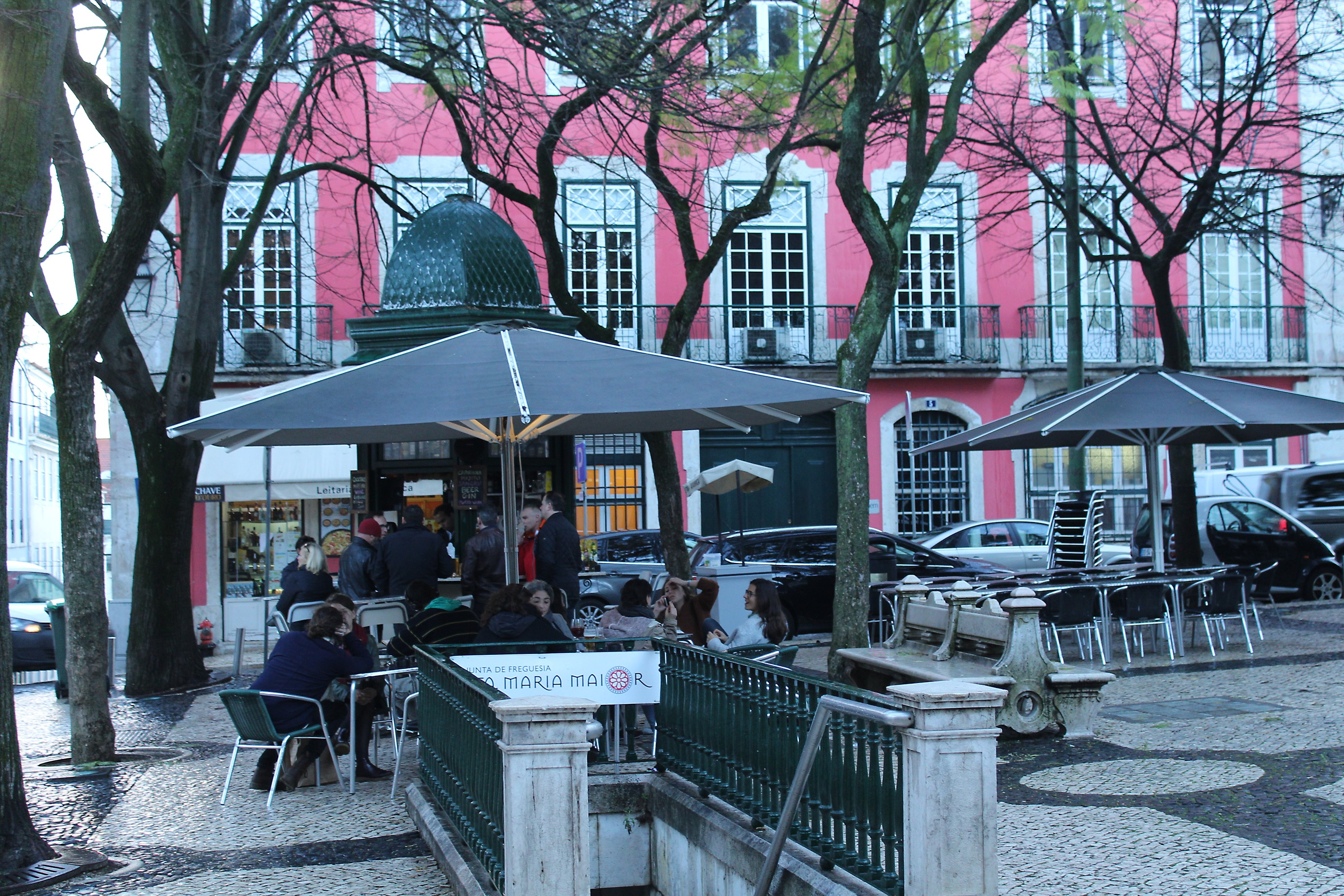
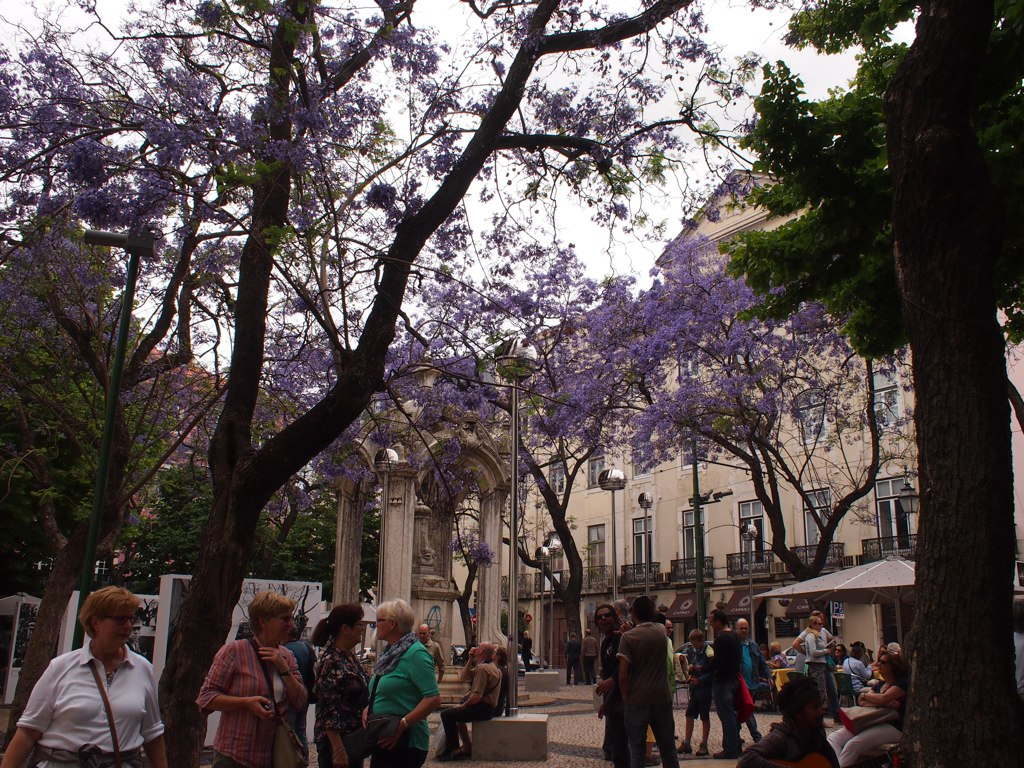